# Allan Dokossi
Allan Dokossi, né le 14 octobre 1999 à Paris, est un joueur franco-centrafricain de basket-ball évoluant aux postes d'ailier et d'ailier fort.

## Biographie
Formé au Mans SB, Allan Dokossi rejoint l'équipe espoirs de Fos Provence Basket lors de la saison 2018–2019. Il y dispute ses premiers matchs professionnels en Jeep Élite.
Au début de la saison 2020-2021, les dirigeants de Fos n'étant pas certain de pouvoir lui donner du temps de jeu, il signe une double licence avec Avignon-Le Pontet en Nationale 1, avec qui il dispute deux rencontres.
Le 30 juin 2023, Dokossi signe un contrat avec la JDA Dijon.
En juillet 2025, Dokossi rejoint le champion de France, le Paris Basketball.

## Palmarès
- Coupe de France 2024
- Vainqueur du concours de dunks du All-Star Game LNB 2023